# Annemasse-Bellegarde et retour
Annemasse-Bellegarde et retour  est une course cycliste française disputée le dernier week-end de mars autour d'Annemasse, dans le département de la Haute-Savoie. Créée en 1914, elle figure parmi les plus anciennes et prestigieuses compétitions cyclistes chez les amateurs en France. Le Vélo Club d'Annemasse en assure l'organisation.
Des cyclistes réputés s'y sont imposés, comme René Privat, Henri Anglade, Niki Rüttimann, Giuseppe Guerini, les frères Beat et Markus Zberg, Thor Hushovd ou encore Warren Barguil.
L'édition 2020 est annulée à cause de la pandémie de Covid-19. L'édition 2023 débute le 26 mars : le départ et l'arrivée se font devant la place de la Libération d'Annemasse (en face du local du Vélo Club d'Annemasse, organisateur de la course). 

## Palmarès
| Année     | Vainqueur              | Deuxième                 | Troisième                |
| --------- | ---------------------- | ------------------------ | ------------------------ |
| 1914      | Léon Bouvard           | Marcel Fabre-Brac        | Gasparini                |
| 1915-1922 | non organisé           |                          |                          |
| 1923      | Christophe             |                          |                          |
| 1924      | non organisé           |                          |                          |
| 1925      | G. Blanche             | Caetano                  | Lodi                     |
| 1926      | Antoine Giacomasso     | Hector Lenglet           | Albert Lenglet           |
| 1927      | Albert Lenglet         | Clotaire Tournafol       | Francis Trottet          |
| 1928      | A. Peillex             | Émile Noppel             | Jules Lesimple           |
| 1929      | Pierre Dunouyer        | Nestor Jordil            | Jules Lesimple           |
| 1930      | Nestor Jordil          | Marius Lesimple          | Ernest Ambro             |
| 1931      | Auguste Segaud         | Jules Gillard            | Louis Zumbach            |
| 1932      | Nestor Jordil          | Henri Wullschleger       | Joseph Vuillemin         |
| 1933      | Henri Wullschleger     | Alexis Andermann         | Michel Bianco-Levrin     |
| 1934      | Laurent Mignot         | François Deruaz          | E. Fischer               |
| 1935-1936 | non organisé           |                          |                          |
| 1937      | Robert Zimmermann      | Paul Magnin              | Jean Gayte               |
| 1938-1945 | non organisé           |                          |                          |
| 1946      | Georges Martin         | Hans Martin (de)         | Pietro Tarchini          |
| 1947      | Bernard Gauthier       | Marcel Grail             | Paul Giguet              |
| 1948      | Daniel Thuayre         | Victor Fraccaro          | Maurice Seignobos        |
| 1949      | Victor Fraccaro        | René Bejoint             | Henri Bidaud             |
| 1950      | Anzio Mariotti         | Gaby Faille              | Marius Vial              |
| 1951      | Anzio Mariotti         | Maurice Boissy           | Victor Fraccaro          |
| 1952      | Roger Lugli            | André Bérard             | Raymond De Bastiani      |
| 1953      | René Privat            | Roland Jacquet           | Jean Furnon              |
| 1954      | Louis Ceccon           | Louis Bisilliat          | Adriano Salviatto        |
| 1955      | Marc Vuillermet        | Louis Bisilliat          | Gaby Faille              |
| 1956      | Giovanni D'Agostin     | Louis Bisilliat          | Yves Hélou               |
| 1957      | Henri Anglade          | Jacques Meillant         | Anatole Novak            |
| 1958      | Pierre Tarri           | Charles Bonnefond        | Stéphane Klimek          |
| 1959      | Kurt Gimmi             | Charles Bonnefond        | Roger Geoffroy           |
| 1960      | Charles Bonnefond      | Alain Vera               | Pierre Morel             |
| 1961      | Joseph Carrara         | Claude Dupont            | François Chevigny        |
| 1962      | Pierre Villard         | Joseph Carrara           | Charles Rigon            |
| 1963      | René Binggeli          | Francis Blanc            | Roger Maréchal           |
| 1964      | Raymond Meyzenq        | Henri Guimbard           | Jean-Charles Anthoine    |
| 1965      | René Binggeli          | Paul Gutty               | Henri Guimbard           |
| 1966      | Francis Rigon          | Léonardo Toldo           | Louis Sache              |
| 1967      | Georges Ballandras     | Henri Guimbard           | Jean-Claude Griot        |
| 1968      | Raymond Gay            | Georges Sapin            | Henri Guimbard           |
| 1969      | Hansruedi Keller (de)  | Jean-Louis Danguillaume  | Peter Pfenninger         |
| 1970      | Christian Blain        | Daniel Abry              | Bruno Frézier            |
| 1971      | Joseph Carletti        | Jean-Luc Michaud         | Robert Ducreux           |
| 1972      | Joseph Vercellini      | Henri Chavy              | Jacky Ferrari            |
| 1973      | Richard Pianaro        | Alain Germain            | Bernard Laurent          |
| 1974      | Jacques Marquette      | Joseph Vercellini        | Henri Chavy              |
| 1975      | Hervé Inaudi           | Pierre Jullien           | Joseph Vercellini        |
| 1976      | Joël Millard           | Bernard Rey              | Sylvain Blandon          |
| 1977      | Alain Haldimann        | Jean-Louis Michaud       | Michel Carlier           |
| 1978      | Gérald Oberson         | Gérard Bertrand          | Jacques Michaud          |
| 1979      | Régis Roqueta          | André Delcroix           | Jean-Pierre Tirozzini    |
| 1980      | André Chappuis         | Philippe Chevallier      | Jean-François Desgeorges |
| 1981      | Fabien De Vooght       | Étienne Néant            | Pascal Chaillon          |
| 1982      | Alain Poussard         | Dominique Martino        | Gilles Guichard          |
| 1983      | Alain Poussard         | Jean-François Desgeorges | Philippe Chaumontet      |
| 1984      | Thierry Arnould        | Michel Bibollet          | Pascal Robert            |
| 1985      | Franck Rigon           | Manuel Carneiro          | Philippe Chaumontet      |
| 1986      | Jean-Claude Colotti    | Alain Philibert          | Patrick Prévot           |
| 1987      | Jean-Louis Peillon     | Jean-Claude Colotti      | Christophe Manin         |
| 1988      | Laurent Bezault        | Pascal Lance             | Barney Saint-Georges     |
| 1989      | Niki Rüttimann         | Christophe Manin         | Éric Pichon              |
| 1990      | Lars Michaelsen        | Hans Kindberg            | Fabrice Julien           |
| 1991      | Beat Zberg             | Thierry Arnould          | Jean-Pierre Delphis      |
| 1992      | Giuseppe Guerini       | Jean-Luc Jonrond         | Niklas Axelsson          |
| 1993      | Christophe Faudot      | Sébastien Medan          | Bertrand Perrin          |
| 1994      | Markus Zberg           | Andrea Palvan            | Stefano Napolitano       |
| 1995      | Christophe Faudot      | Gilles Pauchard          | Pierre-Yves Chatelon     |
| 1996      | Claudio Ainardi        | José Lamy                | Christophe Faudot        |
| 1997      | Jérôme Delbove         | Michael Barry            | Éric Drubay              |
| 1998      | Janek Tombak           | Alessio Girelli          | Franck Renier            |
| 1999      | Thor Hushovd           | Mickaël Pichon           | Guillaume Lejeune        |
| 2000      | Gaël Perry             | Gilles Delion            | Éric Drubay              |
| 2001      | Manuel Jeannier        | Davide Griso             | Gilles Delion            |
| 2002      | Sylvain Lavergne       | Mickaël Buffaz           | José Medina              |
| 2003      | Gabriele Bosisio       | Jamie Alberts            | Denys Kostyuk            |
| 2004      | Sascha Urweider        | Alexander Efimkin        | Laurent Mangel           |
| 2005      | annulé                 |                          |                          |
| 2006      | Sébastien Grédy        | Jérémie Dérangère        | Olivier Nari             |
| 2007      | Jérémie Dérangère      | Pirmin Lang              | Anthony Roux             |
| 2008      | Sébastien Grédy        | Jonathan Balbuena        | Simon Zahner             |
| 2009-2010 | annulé                 |                          |                          |
| 2011      | Kenny Elissonde        | Émilien Viennet          | Matvey Zubov             |
| 2012      | Warren Barguil         | Axel Domont              | Jules Pijourlet          |
| 2013      | Frédéric Brun          | Philip Lavery            | Jarno Gmelich            |
| 2014      | Axel Gagliardi         | Clément Penven           | Pierre Bonnet            |
| 2015      | Guillaume Martin       | Aurélien Paret-Peintre   | Léo Vincent              |
| 2016      | Benoît Cosnefroy       | Rémy Mertz               | Matthias Reutimann       |
| 2017,     | Frédéric Brun          | Aurélien Paret-Peintre   | Jérémy Defaye            |
| 2018      | Aurélien Paret-Peintre | Bastien Duculty          | Jimmy Raibaud            |
| 2019      | Jérémy Cabot           | Jimmy Raibaud            | Simon Buttner            |
| 2020      | annulé                 |                          |                          |
| 2021,     | Kévin Besson           | Maxime Jarnet            | Kévin Vauquelin          |
| 2022      | Romain Campistrous     | Clément Braz Afonso      | Florent Castellarnau     |
| 2023      | Gwen Leclainche        | Antoine Aebi             | Clément Carisey          |
| 2024      | Victor Guernalec       | Clément Izquierdo        | Victor Jean              |
| 2025      | Victor Loulergue       | Gari Lagnet              | Antoine Raugel           |